# Tansarga (département)
Pour le village chef-lieu, voir Tansarga.

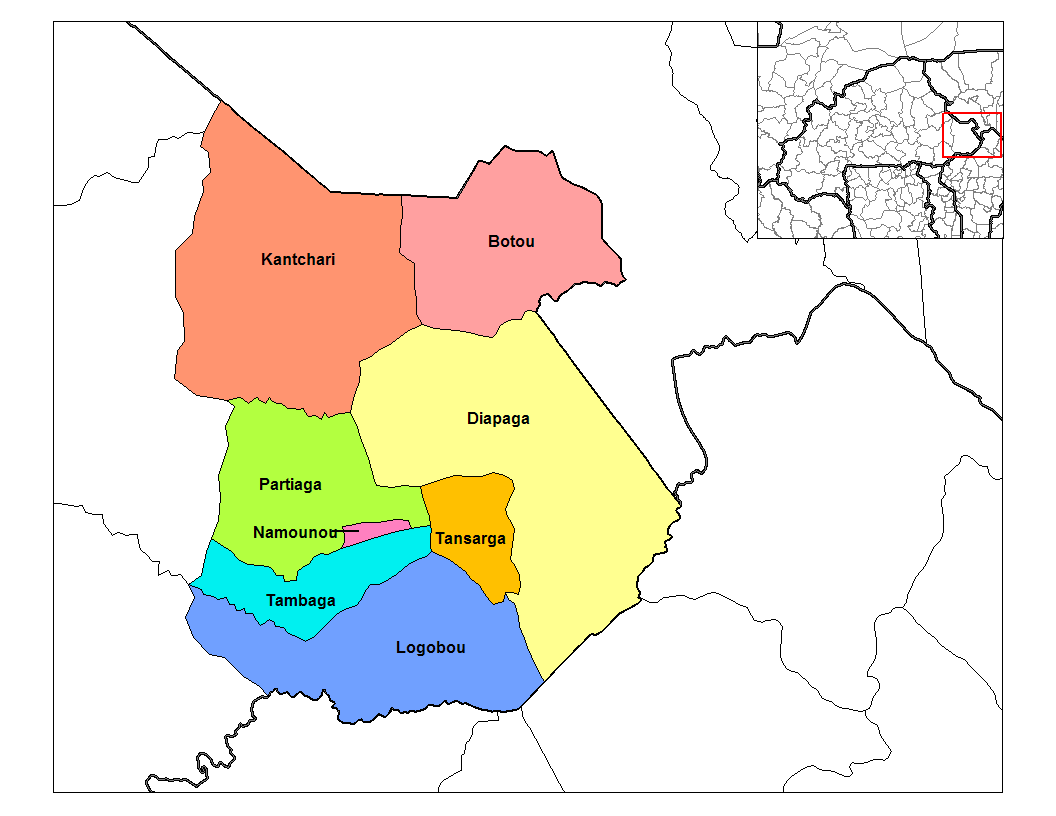
Localisation de la province de Tapoa.

Tansarga est un département du Burkina Faso située dans la province de la Tapoa et dans la région de l'Est.
En 2006, le dernier recensement comptabilise 35 535 habitants :

## Villes
Chef-lieu
- Tansarga

Villages 
| - Banduo - Bobomondi - Bodiaga - Boupiena - Diafouanou - Diamanga - Kabougou - Katéla | - Kobdari - Kombongou - Kotchari - Kpenkouandi - Malpoa - Natongou - Piélgou - Toptiagou |